# Növénynevek Nemzetközi Katalógusa
A Növénynevek Nemzetközi Katalógusa (angolul International Plant Names Index (IPNI)) a
Királyi Botanikus Kertek, a Harvard Egyetem és a Ausztrál Nemzeti Botanikus Kert együttműködésével létrehozott adatbázis. Tartalmazza a virágos növények, harasztok, és korpafüvek neveit faji és nemzetségi szinten a kapcsolódó bibliográfiai adatokkal együtt. Létrehozásának a célja hogy az alapvető bibliográfiai információkat egy helyen összegyűjtsék, megkönnyítve ezzel a kutatók tudományos hivatkozásainak egyértelműsítését.
A növénynevek mellett egy szabványosított szerzőnév rövidítési listát is tartalmaz. Ezt a listát folyamatosan bővítik, de az alapját az 1992-ben kiadott Brummitt & Powell-féle Authors of plant names cimű műve képezi.